# Vila do Porto
Nordeste este un oraș în Portugalia în nordestul insulei São Miguel din estul Azore. Are o populație de 5 578 (date din 2001).
- Populație: 5 578 (2001)
- Area: 97.18 km²/9 718 ha
- Densitate: 57.4/km²
- Cod poștal: 9???

| Nom            | Populație | Area               | Densitate | Elevație | Coordonate                            |
| -------------- | --------- | ------------------ | --------- | -------- | ------------------------------------- |
| Almagreira     | 537       | 10.58 km²/1 058 ha | 50.8/km²  | 109 m    | 36.9667 (36°58') N 25.11667 (25°7') V |
| Santa Bárbara  | 480       | 15.42 km²/1 542 ha | 31.3/km²  | -        |                                       |
| Santo Espírito | 723       | 26.65 km²/2 665 ha | 27.1/km²  | 80 m     | 36.95 (36°57') N 25.05 (25°3') V      |
| São Pedro      | 841       | 18.49 km²/1 849 ha | 45.5/km²  | 23 m     |                                       |
| Vila do Porto  | 2 997     | 26.04 km²/2 604 ha | 115.1/km² | 0 m      | 36.933 (37°56') N 25.15 (25°9') V     |

| Nom                   | Locație          | Elevație            |       |
| --------------------- | ---------------- | ------------------- | ----- |
| Almagrinha            | 36,95 (36°57') N | 25,0667 (25°4') W   | 273 m |
| Feteiras de São Pedro | 37 (37°) N       | 25,11667 (25°10') W | 149 m |
| Feteirinha            | 36,95 (36°57') N | 25,05 (25°3') W     | 0 m   |
| Norte                 | 37 (37°) N       | 25,0833 (25°5') E   | 0 m   |

Vezi și: Listă de orașe din Portugalia

## WWW
- http://www.azoren-online.com/santamaria/tipps/sehenswuerdigkeiten/viladoporto/index.shtml (DE)

1. ↑  , Instituto Nacional de Estatística[*] https://www.ine.pt/xportal/xmain?xpid=INE&xpgid=ine_indicadores&indOcorrCod=0008350&selTab=tab0, accesat în 19 septembrie 2018 Lipsește sau este vid: |title= (ajutor)